# Bugatti Type 14
Pour les articles homonymes, voir Bugatti (homonymie) et 14.
La Bugatti Type 14 est un prototype de voiture de sport du constructeur automobile Bugatti, conçue par Ettore Bugatti en 1912 avec le premier moteur 8 cylindres en ligne de la marque (2 moteurs 4 cylindres en tandem).

## Historique
Après avoir conçu avec succès ses premiers modèles de voitures de sport Bugatti Type 10, 13, 15, 16, 17, et 18 à moteur monobloc (en) ACT de 4 cylindres en ligne, Ettore Bugatti conçoit ce premier prototype à moteur 8 cylindres en ligne (2 moteurs 4 cylindres accouplés en tandem de Bugatti Type 13),. 

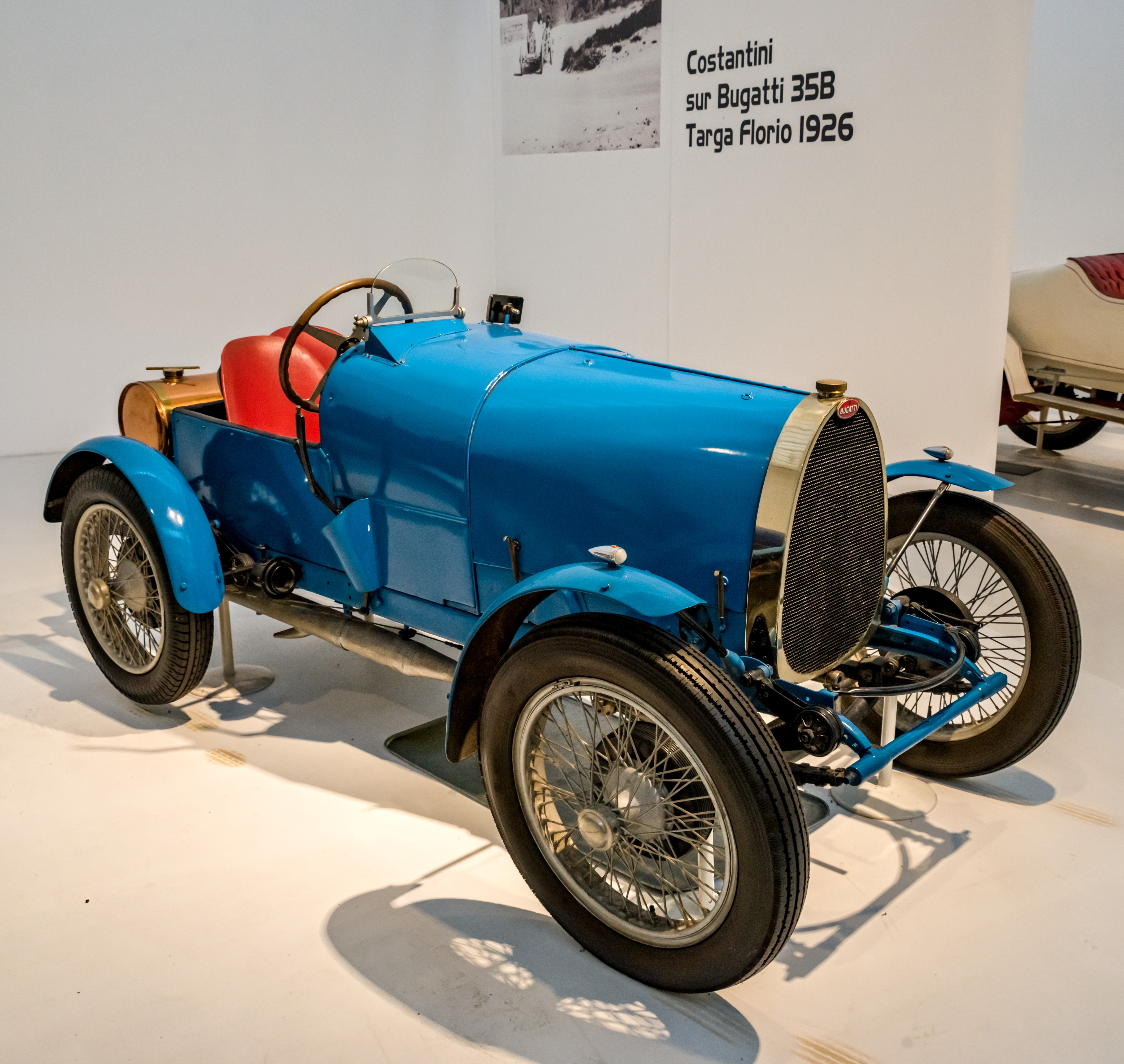
Bugatti Type 13 (1910)
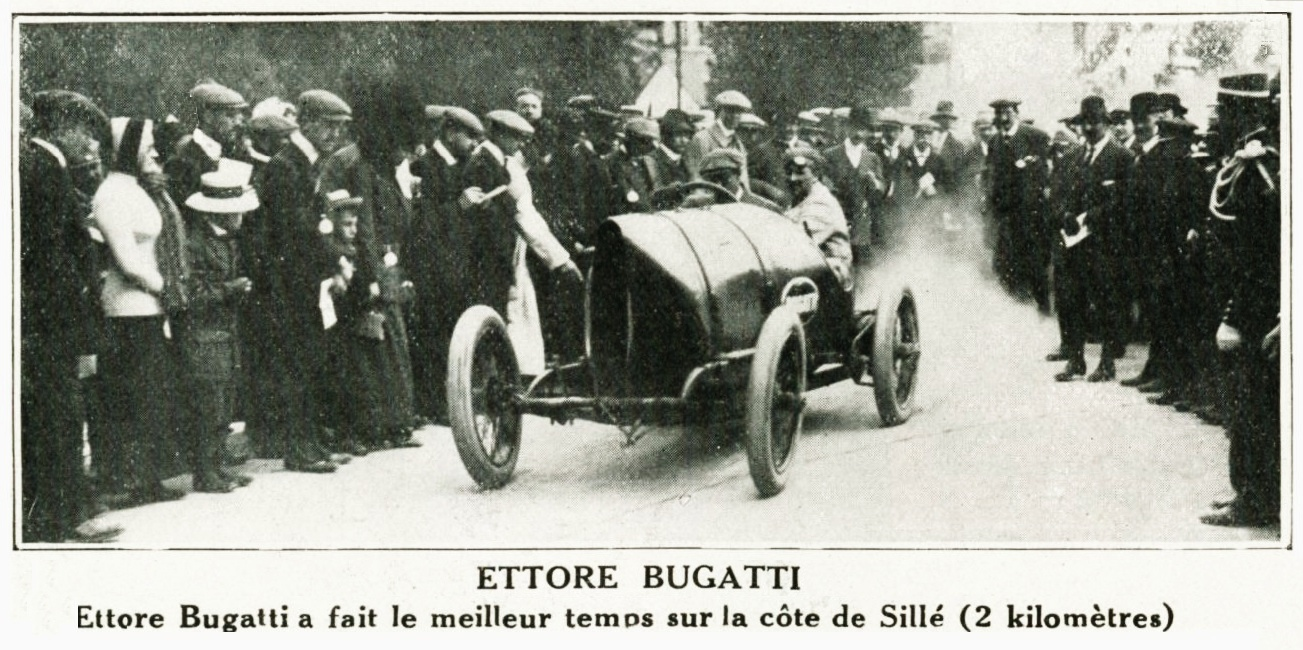
Ettore Bugatti et sa Bugatti Type 14
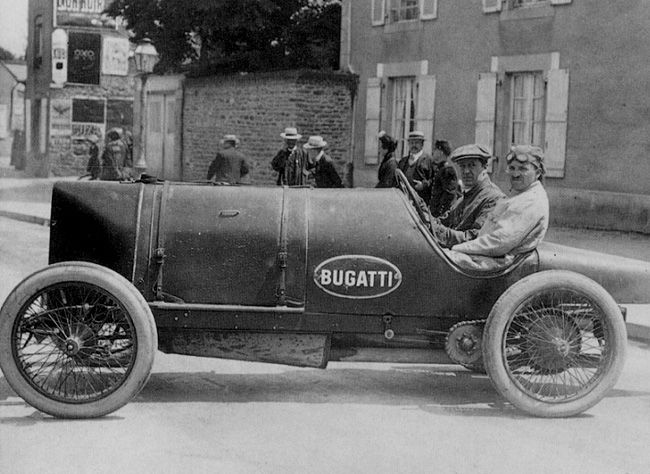
biplace en 1912

La Bugatti Type 14 reprend le châssis-carrosserie torpédo de Bugatti Type 18 avec version monoplace ou biplace, capot allongé pour ses 2 moteurs 4 cyl en tandem, et nez profilé atypique de la marque inspiré des Blitzen-Benz de record de vitesse de l'époque.   
Ettore Bugatti rejoint l'armée de l'air française à Paris durant la Première Guerre mondiale pour concevoir son moteur d'avion militaire King-Bugatti U-16 à base d'accouplages de ses moteurs 4 cylindres ACT en ligne de Bugatti Type 18 Roland Garros, avec entre autres 2 x 8 cylindres en ligne U-16, ou 3 x 8 cylindres U-24, ou 2 x 16 cylindres H-32... 
De retour à la vie civile d'entre-deux-guerres, il motorise ses premières voitures de sports  à moteurs 8 cylindres en ligne emblématiques de la marque Bugatti Type 28 (1920), Type 30 (1922), Type 32 (1923), Type 35 (1924), Royale Type 41 (1926), Type 45 (à moteur U-16, 1928), Type 46 (1929), autorail Bugatti (1933)... 